# Komputer Świat

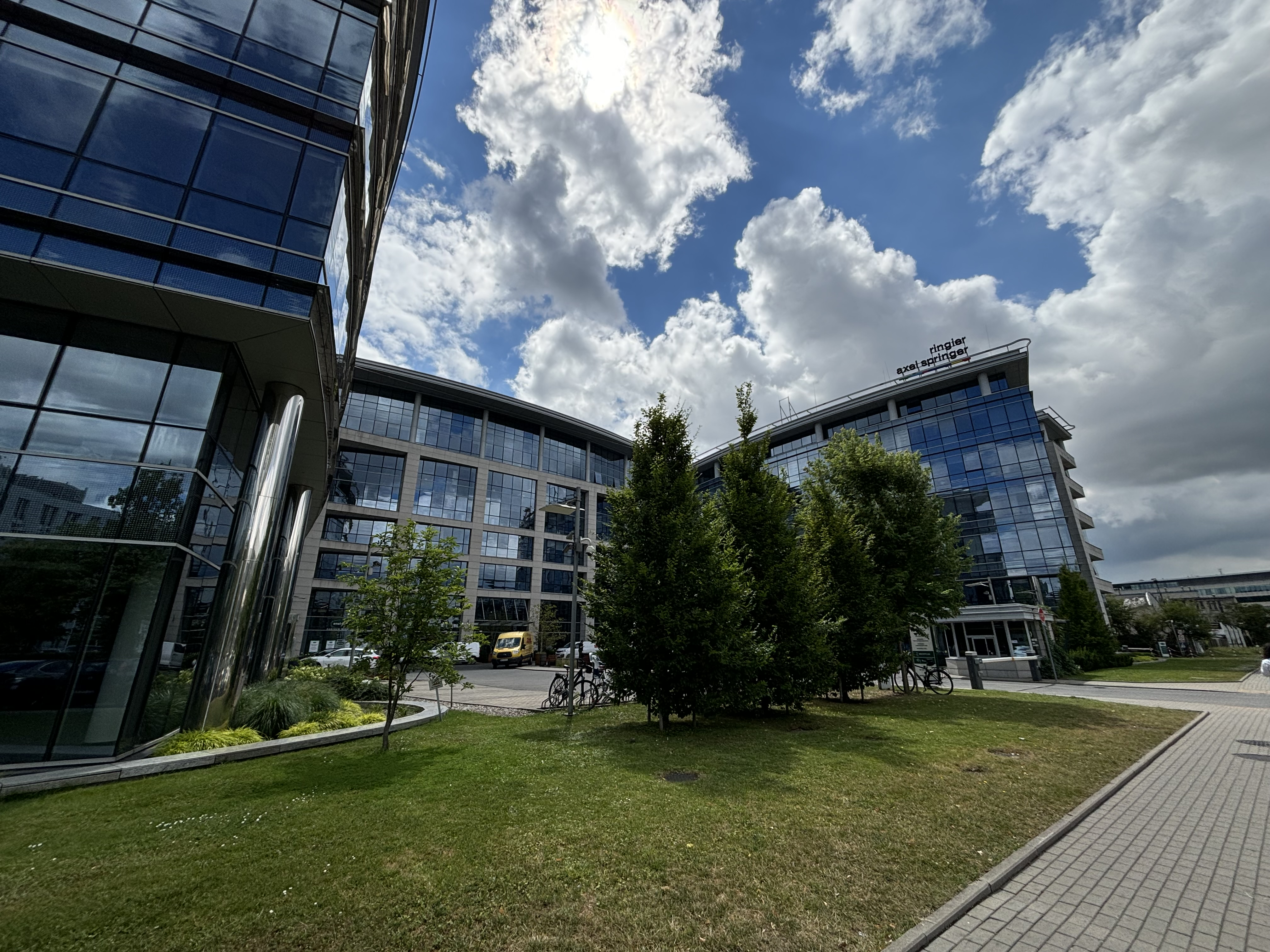
Siedziba Komputer Świat w Warszawie znajduje się w budynku Ringier Axel Springer Polska przy ulicy Domaniewskiej 49

Komputer Świat – polskie czasopismo i serwis internetowy poświęcone technologiom, założone 7 października 1998 roku. Pierwotnie było wydawane jako czasopismo, a następnie przekształciło się w jeden z największych serwisów technologicznych w Polsce. Serwis jest również wyłącznym dostawcą treści technologicznych dla portalu Onet.pl.    
„Komputer Świat” jest odpowiednikiem niemieckiego Computer Bild, istniejącego na niemieckim rynku od 1996 roku.   
Serwis publikuje nowości, porady oraz opinie na temat sprzętu, gier i usług, a także informacje o nowych technologiach, aplikacjach mobilnych oraz gadżetach.    
„Komputer Świat” organizuje coroczny plebiscyt Tech Awards, uznawany za największe wydarzenie technologiczne tego typu w Polsce. Od początku istnienia marka należy do koncernu Ringier Axel Springer Polska (wcześniej Axel Springer Polska). Redaktorem naczelnym serwisu jest Robert Graczyk.   
„Komputer Świat” jest często wymieniany w raportach i rankingach jako jedna z wiodących marek technologicznych na polskim rynku, rozpoznawalna zarówno przez konsumentów, jak i producentów.      

## Działalność

### O serwisie
„Komputer Świat” koncentruje się na dostarczaniu rzetelnych informacji oraz porad dotyczących nowoczesnych technologii, urządzeń oraz oprogramowania. Celem serwisu jest edukowanie użytkowników w zakresie technologii oraz dostarczanie im praktycznych porad, testów i recenzji, które pomagają w podejmowaniu świadomych decyzji zakupowych. Zespół redakcyjny zajmuje się tematyką nowych technologii i mediów cyfrowych, co pozwala na tworzenie treści dostosowanych do potrzeb czytelników.

### Działy serwisu
Komputer Świat oferuje szeroki zakres treści związanych z nowymi technologiami, które są zorganizowane w następujących działach: aktualności, artykuły, poradniki, recenzje, wideo, gry, kursy i treści premium.

### Popularność i zasięg
W kwietniu 2019 roku portal KomputerSwiat.pl odnotował 4,03 miliona realnych użytkowników, co czyniło go jednym z największych serwisów technologicznych w Polsce. Za to według danych z sierpnia 2020 roku portal przyciągał miesięcznie prawie 5 milionów realnych użytkowników, co uczyniło go liderem w kategorii „Domeny Nowe Technologie”. W czerwcu 2020 roku liczba ta wzrosła do ponad 6 milionów realnych użytkowników, co dodatkowo umacniało jego pozycję lidera w kategorii technologicznej w Polsce. W tamtym okresie Komputer Świat wyprzedzał konkurencję, taką jak DobreProgramy.pl czy SpidersWeb.pl, które notowały znaczne spadki liczby użytkowników.

### Współpraca z Onet.pl
Treści serwisu „Komputer Świat” są dostępne na portalu Onet.pl, gdzie stanowią integralną część oferty skierowanej do czytelników zainteresowanych nowymi technologiami. Dodatkowo, serwis jest jednym z tytułów dostępnych w ramach platformy subskrypcyjnej Onet Premium, która oferuje użytkownikom dostęp do ekskluzywnych artykułów, testów i recenzji technologicznych.  

### YouTube
Kanał YouTube serwisu „Komputer Świat” zyskał dużą popularność, przyciągając ponad 136 tysięcy subskrybentów w październiku 2024 roku. Kanał, założony w 2010 roku, skupia się na testach sprzętu, recenzjach, poradnikach oraz relacjach z największych wydarzeń technologicznych. Regularne publikacje obejmują zarówno testy najnowszych urządzeń, jak i praktyczne porady technologiczne, co wzmacnia pozycję Komputer Świat w polskim środowisku technologicznym.   

## Format – od czasopisma do serwisu internetowego

„Komputer Świat” w wersji drukowanej

„Komputer Świat” początkowo ukazywał się w formie drukowanej jako dwutygodnik, a od 2012 roku jako miesięcznik. W październiku 2004 roku (nr 22/2004) wprowadzono dwie wersje magazynu: z dołączoną płytą CD oraz bez niej. Od 14 stycznia 2008 roku (nr 2/2008) magazyn był dostępny wyłącznie z płytą CD. Według informacji podanych przez Przemysława Ciszka, od 2007 roku do każdego wydania dołączana była płyta CD z pełnymi wersjami oprogramowania. W styczniu 2013 roku czasopismo przeszło na model bez płyty CD, wprowadzając zamiast tego zdrapki z kodami do aplikacji KŚ+, która umożliwiała czytelnikom dostęp do dodatkowych funkcji oraz e-wydań.             
Serwis internetowy „Komputer Świat” powstał w wyniku integracji kilku inicjatyw, w tym przejęcia dziennikarzy działu Technologie Onetu w 2019 roku oraz portalu PCLab.pl w 2020 roku.             
Ostatni numer w papierowej wersji „Komputer Świat” ukazał się 1 sierpnia 2022. Wydawanie drukiem zostało zakończone na rzecz działalności w pełni cyfrowej.             
W sierpniu 2022 roku wydawanie drukowane zostało zakończone, a „Komputer Świat” skupił się wyłącznie na działalności cyfrowej, oferując treści w modelu subskrypcyjnym. Ostatni numer drukowany ukazał się we wrześniu 2022 roku. 

## Laboratorium Testowe
„Komputer Świat” prowadzi własne Laboratorium Testowe, które dostarcza konsumentom informacji na temat najlepszych produktów dostępnych na rynku. Laboratorium jest wyposażone w zaawansowane urządzenia pomiarowe oraz sprzęt, który często nie jest jeszcze dostępny w sprzedaży, co pozwala redakcji na przeprowadzanie testów najnowszych technologii oprogramowania. Współpraca z serwisem PCLab.pl dodatkowo poszerzyła zakres testowanych urządzeń, obejmując m.in. karty graficzne, smartfony oraz laptopy.
Redakcja stara się, aby testy były przeprowadzane w powtarzalnych warunkach, a wyniki testów syntetycznych oraz funkcjonalnych pozwalają na dokładne porównania między produktami. Przykładem może być test kart graficznych, który trwał trzy lata i obejmował analizę wielu parametrów. Dzięki skrupulatnym procedurom testowym, laboratorium zapewnia szczegółowe analizy, które są podstawą dla recenzji i poradników publikowanych na portalu „Komputer Świat”.

## Partnerstwa
„Komputer Świat” regularnie współpracuje z różnymi inicjatywami i organizacjami w ramach partnerstw technologicznych oraz wydarzeń charytatywnych.
- Giganci Programowania – magazyn wspiera tę inicjatywę edukacyjną, która promuje naukę programowania wśród dzieci i młodzieży, poprzez publikacje i materiały skierowane do młodych pasjonatów technologii[34].
- Gramy Szybko, Pomagamy Skutecznie (GSPS) – w 2023 roku „Komputer Świat” wsparł akcję Gramy Szybko, Pomagamy Skutecznie (GSPS) – charytatywny maraton speedrunningowy, który odbył się w Krakowie. Wydarzenie miało na celu zbieranie funduszy na Antydepresyjny Telefon Zaufania Fundacji ITAKA. Speedrunnerzy z całej Polski próbowali jak najszybciej ukończyć gry, a ich zmagania były transmitowane na platformie Twitch. Widzowie mieli możliwość wspierania zbiórki, a „Komputer Świat” wspierał medialnie to wydarzenie, promując je w swoich kanałach[35][36].
- Digital Dragons – w 2023 roku przedstawiciele „Komputer Świat” brali udział jako członkowie jury podczas konferencji Digital Dragons, jednego z najważniejszych wydarzeń branży gier komputerowych w Polsce[37].

## Kluczowe produkty

### Plebiscyt technologiczny: Tech Awards
Tech Awards, organizowany przez „Komputer Świat”, to największy plebiscyt technologiczny w Polsce, który ma na celu wyróżnienie najlepszych produktów i usług w branży technologicznej. Plebiscyt odbywa się raz w roku i zyskał miano jednego z najważniejszych wydarzeń w polskim sektorze nowych technologii.
W plebiscycie zastosowana jest dwuetapowa formuła. W pierwszym etapie redaktorzy serwisu KomputerSwiat.pl tworzą listę nominacji, wybierając produkty i usługi, które ich zdaniem zasługują na wyróżnienie. W drugim etapie użytkownicy serwisu mają możliwość głosowania, wybierając spośród nominowanych te rozwiązania, które ich zdaniem są najlepsze. Zwycięzcami zostają produkty, które uzyskują największą liczbę głosów internautów. 
Tech Awards powstał w 2015 roku jako wspólna inicjatywa czterech czołowych polskich serwisów technologicznych, a jego celem jest promowanie innowacyjnych rozwiązań, które wyznaczają standardy w branży. Wyniki plebiscytu są ogłaszane podczas uroczystej gali, na której wręczane są nagrody dla najlepszych technologicznych produktów roku.

### Podcast: Blok Techniczny
Blok Techniczny to podcast prowadzony przez Bartłomieja Sieję, wieloletniego redaktora serwisu „Komputer Świat”. Podcast skupia się na analizie najnowszych trendów technologicznych, obalaniu mitów oraz komentowaniu bieżących wydarzeń z branży. Goście zaproszeni do studia dzielą się swoimi opiniami i spostrzeżeniami na temat nowych technologii, a każdy odcinek oferuje słuchaczom pogłębione spojrzenie na rozwój rynku tech.

## Historia

### 2022
Serwis „Komputer Świat” zostaje włączony do platformy Onet Premium, w tym samym roku magazyn przestał ukazywać się w formie papierowej.

### 2009
Powstał serwis internetowy marki „Komputer Świat”

### 1998
„Komputer Świat” zadebiutował na polskim rynku jako odpowiednik niemieckiego magazynu Computer Bild, wprowadzony przez koncern Axel Springer Polska. Magazyn od początku ukazywał się w formie drukowanego dwutygodnika, z redakcją w pełni opartą na polskich dziennikarzach i materiałach.

## Numery specjalne
- Komputer Świat Twój Niezbędnik (ISSN 1895-8605): Był to dwumiesięcznik poświęcony programom komputerowym, który ukazywał się od 2002 do 2022 roku. Każdy numer zawierał płytę CD z pełnymi wersjami aplikacji oraz programami wybranymi przez redakcję jako najlepsze w swoich kategoriach[41][42].
- Komputer Świat Gry (ISSN 1640-7180): Magazyn o tematyce gier komputerowych, wydawany od 2000 roku jako miesięcznik, a od 2008 roku jako dwumiesięcznik. Ostatni numer ukazał się 11 grudnia 2012 roku, po czym magazyn został zamknięty z powodu zmian na rynku wydawniczym. Magazyn był polskim odpowiednikiem niemieckiego Computer Bild Spiele i zawierał m.in. recenzje gier oraz pełne wersje gier na dołączonych płytach[43][44].
- Komputer Świat Ekspert (ISSN 1644-440X): Ukazywał się od września 2002 do stycznia 2012 roku, początkowo jako miesięcznik, a później jako kwartalnik. Magazyn ten oferował specjalistyczne informacje o świecie komputerowym[45].